# Сан Бенедето дей Марси
Сан Бенедѐто дей Ма̀рси (на италиански: San Benedetto dei Marsi) е малко градче и община в Южна Италия, провинция Акуила, регион Абруцо. Разположено е на 687 m надморска височина. Населението на общината е 3977 души (към 2010 г.).